# Mariano Falcini
Mariano Falcini (* 10. Mai 1804 in Campi Bisenzio; † 11. November 1885 in Florenz) war ein italienischer Architekt.

## Leben
Er wurde als Sohn des Tischlers Gaetano Mariano und der Giustina Giorgi geboren. Er erhielt zunächst eine Ausbildung im Handwerk seines Vaters. Am 27. Mai 1820 wurde er als Student an der Accademia di Belle Arti aufgenommen. Nachdem er sich vor allem in den Architekturkursen hervorgetan hatte, erhielt er 1824 einen Preis für sein Projekt „Grabmal für eine Dichterin“. Unter der Schirmherrschaft von Pasquale Poccianti, damals erster Architekt der „Regie Fabbriche“, setzte er seine Studien an der Akademie fort und erhielt zahlreiche Preise. Im Jahr 1832 erhielt er ein dreijähriges Stipendium, um die wichtigsten römischen Werkstätten und in der letzten Periode die Werkstätten Venetiens zu studieren.
In dieser Zeit entstanden zahlreiche Zeichnungen mit Ansichten von Rom, aber auch „erfundene Projekte“, die er an die Akademie schickte, um seine Fortschritte zu dokumentieren. Die Zeichnungen scheinen sehr geschätzt worden zu sein, da sie nach und nach von der Großherzogin der Toskana erworben wurden. Im November 1835 erhielt er eine Anstellung als Hilfsarchitekt im Büro der „Regie Fabbriche“. Dort stieg er bis zu seiner Pensionierung 1869 auf und erhielt den Ehrentitel eines Chefingenieurs.
Daneben war er auch in der Lehre tätig: Seit 1850 war er „akademischer Professor der Florentiner Akademie“, und im März 1860 übernahm er mit der Ernennung zum Professor für weiterführende Studien eine spezifischere Lehrtätigkeit.
Die Arbeiten, die er im Auftrag der großherzoglichen Regierung und später des Einheitsstaates ausführt, sowie die Arbeiten für private Auftraggeber bilden die Grundlage seines beruflichen Werdegangs, der sich ab Mitte der dreißiger Jahre über fast fünfzig Jahre erstreckt.
Zu den Werken Falcinis gehören:
- Das Istituto Tecnico Toscano in Florenz, im ehemaligen Kloster der Malteser Ritter (1853)
- Der Fontana del Pescatorello auf der Piazza del Duomo in Prato (1861)
- Der Cimitero delle Porte Sante in Florenz (1865)
- Das Teatrodante Carlo Monni in Campi Bisenzio (1873), das bis Mai 2014 das Teatro Dante war
- Die Große Synagoge von Florenz (1875)
- Der Palazzo Pennisi di Floristella in Acireale
- Die Terme Santa Venera in Acireale
- Das Arcetri-Observatorium in Florenz.

Neben diesen Werken entwarf er verschiedene Anlagen in Cortona (Basilika Santa Margherita), Pietrasanta (Dom), Oristano (Denkmal für Eleonora von Arborea) und Florenz. Er interessierte sich auch für die Gestaltung der Fassade von Santa Maria del Fiore in Florenz, erarbeitete bereits 1851 verschiedene Lösungen und nahm an den folgenden Wettbewerben teil, aus denen jedoch der Entwurf von Emilio De Fabris als Sieger hervorging.